# Nacono
Els nacono era una tribu d'amerindis dels Estats Units de Texas oriental. Avui formen part de la de la tribu reconeguda federalment Nació Caddo d'Oklahoma.

## Història
Els Nacono formaven la branca oriental de la federació hasinai dins la Confederació Caddo. El seu territori tradicional era situat entre els rius Neches i Angelina, vora els actuals comtats de Cherokee i Houston. El seu territori inclou barreja de boscos i sabana.
L'explorador espanyol de principis del segle xviii Domingo Ramón va gravar les seves observacions dels nocono en el seu diari de 1716. Va observar que la tribu vivia a prop de la missió de San Francisco de los Neches. Un altre explorador espanyol, Juan Antonio de la Peña va escriure en 1721 que la vila nacono, que anomenava El Macono, era situada cinc llegües més baix de l'encreuament del Neches. Juntament amb 11 a 30 comunitats històriques, incloses els nadaco, els hainai, i els nacogdoche, els Nacono formaven la confederació Hasinai, que formava part de la gran Confederació Caddo. Aquestes confederacions s'havien format a causa de les commocions, la despoblació i les migracions causades per les malalties europees i l'augment dels conflictes a la regió al segle xvii.

## Noms
La tribu també és coneguda com a naconish, macono, naconome, i nocono. Els Lacane, Nacachau, Nacao (Nacau), Naconicho (Nacaniche), i Nakanawan podrien haver estat subdivisions de la tribu nacono.